# Музей истории авиации и космонавтики имени Гагарина
Музей истории авиации и космонавтики имени Гагарина — народный музей космонавтики при школе № 62 имени Ю. А. Гагарина города Ижевска.

## История
В ижевской школе № 62 исторически сложилась традиция воспитания у учеников интереса к космосу. Задолго до полёта Юрия Гагарина учащиеся строили модели ракет, запуская их со школьного двора. На следующий день после полёта Гагарина школе № 62 было присвоено имя первого космонавта; по словам хранительницы музея авиации и космонавтики Марины Астафьевой, ижевская школа стала первой, получившей это имя, опередив даже школу в родном для Гагарина Гжатске.
В 1965 году при школе по инициативе директора З. С. Черновой был учреждён музей авиации и космонавтики, руководительницей которого стала Роза Александровна Зезянова. Учащиеся вели переписку с Ю. А. Гагариным, чьи ответные письма и высланные фотографии включены в экспозицию музея.
В 1968 году при музее открыт единственный в России школьный планетарий. В 1976 году музею присвоено звание Народного. В 2000 году музей подтвердил звание лучшего и стал лауреатом Всероссийского смотра музеев. В 2005 году президиум Ассоциации музеев космонавтики России наградил Народный музей космонавтики в Ижевске медалью «Преодоление», а директора школы Л. Н. Жукову и руководителя музея Р. А. Зезянову медалью Ю. А. Гагарина.

## Коллекция
В музее и его архиве находятся материалы, рассказывающие о жизни и подвигах учёных и космонавтов. В 2011 году в коллекции музея было уже свыше девяти тысяч экспонатов, включая кусок обшивки космического корабля, тюбики с питанием и автографы космонавтов — почти всех, кто побывал на орбите за 50 лет пилотируемых полётов, стартовый ключ с Байконура. Выставочный зал состоит из 26 разделов, в том числе:
- На заре космонавтики
- Ю. А. Гагарин (включая письма Гагарина музею)
- Удмуртия космическая
- Крылья Родины

В музее проводятся экскурсии, лекции, киноуроки, встречи с выдающимися людьми. Экскурсоводами музея работают учащиеся начальных классов школы.